# Ministério Público da União
No Brasil, o Ministério Público da União (MPU) é composto por:
- Ministério Público Federal (MPF);
- Ministério Público do Trabalho (MPT);
- Ministério Público Militar (MPM);
- Ministério Público do Distrito Federal e dos Territórios (MPDFT).

Pode-se notar que a organização do MPU compreende não só o MPF, que atua junto aos Tribunais Superiores e à Justiça Federal (comum), mas também o que age perante aos ramos especializados do Poder Judiciário no Brasil, ou seja, a Justiça do Trabalho e a Justiça Militar, além do MPDFT.
É regulamentado pela Constituição Federal de 1988 e pela Lei Orgânica do Ministério Público da União (Lei Complementar 75/1993). 
Desde a fundação do MPU em 1951, é chefiado pelo Procurador-Geral da República (PGR), cargo que já existia antes.
Cabe ao presidente da República indicar, entre os membros da carreira do MPU, o PGR. A indicação requer aprovação pela maioria absoluta dos membros do Senado Federal. Cumpre ressaltar que o PGR é o chefe dos quatro ramos do Ministério Público da União, razão pela qual pode ser indicado dentre os membros de qualquer um deles. Noutros termos, um Promotor de Justiça do MPDFT pode vir a ser o Procurador-Geral da República, não sendo esta uma função reservada ao MPF.